# 5-氨基四唑硝酸盐
5-氨基四唑硝酸盐是一种有机化合物，分子式为CH4N6O3。

## 制备
20°C下，5 g 5-AT·H2O 与15 mL 浓硝酸（65％）搅拌反应15 min，产率92．6％

## 化学性质
在174°C融化并爆炸，持续加热下分解。燃烧热224.1 kcal/mol。水溶液由于水解呈酸性。
据文献记载，其爆速达到8800 m/s，爆压34 Gpa，50 mg样品，2kg落锤50%爆炸几率，落高65 cm。摩擦感度大于360 N。
5-ATNO3由于其较大的临界直径，在25g的装药测量条件下为10 mm，不宜用作传爆药。

## 应用
用于可用作火箭推进剂的添加剂、高能化学材料、化工合成中间体。